# Doki
Doki (también conocido como Las aventuras de Doki o Doki, la serie) es una serie de televisión animada canadiense creada para niños. La cuarta temporada del programa estaba inicialmente programada para estrenarse en 2020. Sin embargo, la temporada fue cancelada y solo se puede encontrar en el Vimeo de la compañía.

## Trama
La serie trata sobre un perro llamado Doki de siete años de edad y sus cinco amigos; Mundi, Oto, Anabella, Gabi y Fico, que son miembros del Worldwide Expedition Club, un grupo de viaje.

## Personajes

### Principal
- Doki (con la voz de Griffin Hook en las temporadas 1-3, y William Romain en la temporada 3) es un curioso perro Dálmata de 6 años, cuyo amor por la aventura hace que las situaciones locas no sean un problema para él. Doki siempre está abierto a sugerencias y consejos de sus amigos, y es el líder del equipo. Aprende de sus errores y aplica su conocimiento a sus aventuras. Lleva una gorra verde.
- Mundi (con la voz de Tara Emo) es una mariquita, que también es una mecánica experta. Ella es muy honesta y siempre ayuda a los demás cuando es necesario.
- Oto (con la voz de Caden Hughes en las temporadas 1–2, Collin Dean en la temporada 3, Lukas Engel ) es un oso hormiguero, y el capitán o conductor de cualquier vehículo o método de transporte que el grupo de exploradores utiliza en sus aventuras. Su confianza no siempre encaja con sus habilidades y aterrizajes perfectos. A Oto le encanta cambiarse de ropa, disfraz o sombrero y casi siempre viaja con su amiga Mundi quien puede arreglar lo que rompe.
- Anabella (con la voz de Katie Grant) es una flamenco rosa, y la inocente y cariñosa hermana pequeña del grupo. Siempre feliz y amorosa, tiende a soñar despierta y puede distraerse fácilmente con cualquier cosa hermosa o inusual. Ella es profundamente sensible y a menudo expresa cómo se siente bailando. Anabella tiene un espíritu libre, es abierta y aventurera. Doki la admira y a menudo la acompaña en todas sus aventuras.
- Gabi (con la voz de Sarah Sheppard) es una cabra brillante, enérgica y precoz que es la más adulta del grupo y a menudo usa palabras complejas que el equipo no siempre entiende. Ella tiene un gran sentido del humor y es valiente, leal, terca cuando es necesario y muy competitiva. A pesar de su obvia madurez, Gabi esconde una debilidad; Una tendencia a creer que ella es la más inteligente del grupo, que parece insensible a los sentimientos de los demás y su gran corazón la salvación de todas las situaciones complicadas. Ella tiene un gusano mascota llamado Lancelot.
- Fico (con la voz de Lucas Kalechstein en las temporadas 1-3, Roman Lutterotti en la temporada 3) es una nutria azul, y el tonto del grupo que siempre es feliz y conocido por ser divertido, cariñoso e impulsivo. Es como un torbellino y enérgico, hasta el punto de ser casi hiperactivo. Sin embargo, a veces se confunde y se distrae fácilmente, y esta situación generalmente lleva a situaciones incómodas y difíciles que lo ponen en problemas. Le encantan las actividades arriesgadas, los deportes acuáticos y la velocidad.

## Producción
Doki fue originalmente la mascota de Discovery Kids en América Latina en 2005. JBMW Media finalmente desarrolló Doki como una serie completa, y Portfolio Entertainment produjo y distribuyó la serie.